# Purity Ring
I Purity Ring sono un gruppo musicale canadese di musica elettronica, formato ad Edmonton nel 2010.

## Storia del gruppo
Il duo, composto dalla cantante Megan James e dallo strumentista Corin Roddick, ha iniziato la propria attività musicale nel 2011, anno di realizzazione del primo singolo Ungirthed.
Nell'aprile 2012 il gruppo ha firmato per l'etichetta 4AD nella distribuzione mondiale e per la Last Gang Records in Canada. Il primo album Shrines, anticipato dal singolo Obedear, è uscito nel luglio dello stesso anno. Nel luglio 2013 Shrines ha ricevuto una nomination ai Polaris Music Prize.
Nel settembre seguente il duo pubblica un remix del brano Applause di Lady Gaga. Nel 2014 il duo produce la canzone God's Reign, inserita nell'album These Days... di Ab-Soul.
Nel marzo 2015 esce il secondo album Another Eternity. Il disco è anticipato dai singoli Push Pull (dicembre 2014) e Begin Again (gennaio 2015).

## Formazione
- Megan James – voce
- Corin Roddick – strumentazione

## Discografia

### Album in studio
- 2012 – Shrines
- 2015 – Another Eternity
- 2020 – Womb

### Singoli
- 2012 – Obedear
- 2012 – Fineshrine
- 2013 – Breathe This Air (con Jon Hopkins)
- 2013 – Amenamy Remix (con Jon Hopkins)
- 2014 – Push Pull
- 2015 – Begin Again

### Collaborazioni
- 2012 - Belispeak (feat. Danny Brown)
- 2014 - God's Reign (Ab-Soul)